# Paul Steinhardt
Paul Joseph Steinhardt (25 de dezembro de 1952) é um físico teórico estadunidense.

## Publicações selecionadas
- A. Albrecht und P. J. Steinhardt: Cosmology For Grand Unified Theories With Radiatively Induced Symmetry Breaking. In. Physical Review Letters. Band 48, 1982, S. 1220.
- J. M. Bardeen, P. J. Steinhardt und M. S. Turner: Spontaneous Creation Of Almost Scale-Free Density Perturbations In An Inflationary Universe. In. Physical Review D. Band 28, 1983, S. 679.
- P. J. Steinhardt und S. Ostlund: The Physics of Quasicrystals. World Scientific, Singapore 1987.
- R. R. Caldwell, R. Dave und P. J. Steinhardt: Cosmological Imprint of an Energy Component with General Equation-of-State. In: Physical Review Letters. Band 80, 1998, S. 1582, arXiv:astro-ph/9708069.
- I. Zlatev, L. M. Wang und P. J. Steinhardt: Quintessence, Cosmic Coincidence, and the Cosmological Constant. In. Physical Review Letters. Band 82, 1999, S. 896, arXiv:astro-ph/9807002.
- N. A. Bahcall, J. P. Ostriker und P. J. Steinhardt: The Cosmic Triangle: Revealing the State of the Universe. In: Science. Band 284, 1999, S. 1481, arXiv:astro-ph/9906463.
- D. N. Spergel und P. J. Steinhardt: Observational evidence for self-interacting cold dark matter. In: Physical Review Letters. Band 84, 2000, S. 3760, arXiv:astro-ph/9909386.
- J. Khoury, B. A. Ovrut, P. J. Steinhardt und N. Turok: The ekpyrotic universe. Colliding branes and the origin of the hot big bang. In: Physical Review D. Band 64, 2001, 123522, arXiv:hep-th/0103239.
- P. J. Steinhardt und Neil Turok: Cosmic evolution in a cyclic universe. In: Physical Review D. Band 65, 2002, 126003, arXiv:hep-th/0111098.
- P. J. Steinhardt und N. Turok: Endless universe. Beyond the Big Bang. Doubleday, New York [u.a.] 2007, ISBN 978-0-385-50964-0